# Парламентские выборы на Барбадосе (1956)
Парламентские выборы на Барбадосе прошли 7 декабря 1956 года. В результате победу одержала Барбадосская лейбористская партия, которая получила 15 из 24 мест парламента. Выборы проходили по непропорциональной избирательной системе с 12 двухмандатными избирательными округами, на которых каждый избиратель имел два голоса. Явка избирателей составила 60,3 %.
Хотя Прогрессивно-консервативная партия получила больше голосов, чем вновь сформированная Демократическая лейбористская партия, она выиграла меньшее количество мест как следствие непропорциональной избирательной системы.

## Результаты
|                                                                                |                                       |         |        |       |       |
| Партия                                                                         | Партия                                | Голоса  | %      | Места | +/-   |
|                                                                                | Барбадосская лейбористская партия     | 48 667  | 49,35  | 15    | 0     |
|                                                                                | Прогрессивно-консервативная партия    | 21 060  | 21,35  | 3     | -1    |
|                                                                                | Демократическая лейбористская партия  | 19 650  | 19,92  | 4     | новая |
|                                                                                | Народное прогрессивное движение       | 1 695   | 1,72   | 0     | новая |
|                                                                                | Независимые                           | 7 552   | 7,66   | 2     | -1    |
| Недействительных/пустых бюллетеней                                             | Недействительных/пустых бюллетеней    | 721     | 1,16   | -     | -     |
| Всего голосов                                                                  | Всего голосов                         | 98 624  | 100    | 24    | 0     |
| Всего избирателей                                                              | Всего избирателей                     | 62 274  | 100,00 | -     | -     |
| Зарегистрированных избирателей / Явка                                          | Зарегистрированных избирателей / Явка | 103 290 | 60,29  | -     | -     |
| Источник: Caribbean Elections Архивная копия от 18 мая 2021 на Wayback Machine |                                       |         |        |       |       |